# HD 99922
HD 99922，又名CD-2310009，SAO 179935、HR 4428，是一颗恒星，视星等为5.76，位于銀經280.16，銀緯34.77，其B1900.0坐标为赤經11h 24m 40.1s，赤緯-23° 34.77′ 48″。